# Bernard Fassier
Bernard Fassier, né le 29 mai 1944 à Ville-d'Avray (Seine-et-Oise) et mort le 11 avril 2018 à Epagny Metz-Tessy en Haute-Savoie, est un diplomate français, ambassadeur en Géorgie puis en Biélorussie et coprésident du Groupe de Minsk en 2005.

## Biographie
Formé initialement à l'École spéciale militaire de Saint-Cyr, il est diplômé de l'École nationale des langues orientales vivantes (russe) et de l'Institut d'études politiques de Paris. Après une carrière militaire (1963 à 1988), il rejoint le ministère des Affaires étrangères à l'administration centrale et devient sous-directeur de l'URSS. Il est ensuite conseiller à Berne de 1990 à 1993.

### Ambassadeur en Géorgie
Le 21 mars 1993, Bernard Fassier est nommé ambassadeur de France en Géorgie, dans le contexte difficile de la guerre civile et des conflits abkhazes et ossètes : il relate cette période dans une vidéo diffusée à l'occasion du 25e anniversaire de l'établissement des relations diplomatiques entre la France et la Géorgie.

### Ambassadeur en Biélorussie
Le 1er juillet 1997, il est nommé ambassadeur de France en Biélorussie, et reste en poste jusqu'au 2 mai 2002.

### Coprésident du Groupe de Minsk
En janvier 2005, Bernard Fassier devient coprésident français du Groupe de Minsk de l'OSCE,.
Il meurt le 11 avril 2018 à Annecy.

## Décorations
Il est nommé chevalier de l'ordre national du mérite en 1982 et officier de l'ordre national du mérite en 2002. Il est chevalier de la Légion d'honneur en 1995 et officier de la Légion d'honneur en 2007.